# Who Would Have Thought
Who Would Have Thought è un singolo del cantante australiano Darren Hayes, pubblicato nel 2007 ed estratto dall'album This Delicate Thing We've Made.

## Tracce
- Download digitale

1. Who Would Have Thought – 4:15
2. Breathless – 3:19
3. The Only One – 2:58